# Ismail Kouha
Ismail Kouha (n. 12 aprilie 1983, Maroc) este un portar ce evoluează în prezent la Chabab Houara.
A jucat pentru echipele:
- Raja Casablanca (2005-2007)
- Oțelul Galați (2007-2008)
- OC Safi (2007-2008)
- KACM (2008-2009)
- KACM (2009-2010)
- KACM (2010-2011)